# Per Henrik Strömbom
Per Henrik Strömbom, född 7 mars 1766, död 1823, var en svensk lagman.

## Biografi
Strömbom var lagman i Ångermanlands och Västerbottens lagsaga från 1814 intill sin död 1823.